# Arrow-Theorem
Das von dem Ökonomen Kenneth Arrow formulierte und nach ihm benannte Arrow-Theorem (auch Arrow-Paradoxon oder Allgemeines Unmöglichkeitstheorem (nach Arrow) genannt) ist ein Satz der Sozialwahltheorie. Er besagt, dass es keine vollständige und transitive gesellschaftliche Rangordnung gibt, die sich aus beliebigen individuellen Rangordnungen unter Einhaltung bestimmter – aus ethischen oder methodologischen Gründen naheliegender – Bedingungen zusammensetzt. Voraussetzung ist lediglich, dass die Präferenzordnung jedes Individuums mindestens drei Elemente (Objekte) enthält. Die vier Bedingungen, von denen in diesem Fall stets mindestens eine verletzt ist, sind üblicherweise unter den Bezeichnungen Universalität, schwaches Pareto-Prinzip, Unabhängigkeit von irrelevanten Alternativen und Nicht-Diktatur bekannt.
Das Theorem wurde von Arrow zuerst in seiner Dissertation formuliert, die 1951 unter dem Titel „Social Choice and Individual Values“ als Buch erschienen ist. Die Arbeit entstand aus den Diskussionen der an Pareto-Effizienz orientierten Wohlfahrtsökonomik (welfare economics), deren Begriffe und Methoden Arrow verwendet. In seiner ursprünglichen Fassung enthielt das Theorem allerdings einen Fehler, auf den 1957 erstmals Julian Blau hingewiesen hat, was Arrow später zur Vorlage einer revidierten Version bewog. Im Folgenden wird das Theorem in seiner korrigierten Fassung dargestellt.

## Darstellung
Grundlegend für das Arrow-Theorem ist die Annahme, dass Individuen aus einer Reihe von Alternativen wählen können; dabei kann es sich beispielsweise um verschiedene Parteien in einer politischen Wahl handeln. Hinsichtlich dieser Alternativen verfügen die Individuen über Präferenzrelationen, an die die (Minimal-)Voraussetzung zu stellen ist, dass sie jeweils i) vollständig und ii) transitiv sind. Eigenschaft i) bedeutet, dass für zwei Alternativen A und B jeder einzelne auch tatsächlich ein Ranking vornehmen können muss: Stets ist er in der Lage, zwischen zwei beliebigen Alternativen A und B zu entscheiden, ob A für ihn besser, schlechter oder gleichwertig mit B ist. Unter Eigenschaft ii) ist zu verstehen, dass ein Haushalt, der A mindestens so gut findet wie B und B wiederum mindestens so gut findet wie C, auch A mindestens so gut wie C findet. i) und ii) vorausgesetzt, muss die Wahl des Individuums dann auch tatsächlich auf Basis der Präferenzordnung erfolgen, sodass ein Individuum, das zwischen einer gewissen Menge an Alternativen entscheiden muss, auch tatsächlich diejenige vorzieht, die nach der Präferenzrelation „besser“ als die anderen bewertet wird.
Der Gegenstand des Theorems ist sodann das Verhältnis zwischen dem Wollen von Individuen und der gesellschaftlichen Entscheidung. Hierzu schreibt Arrow: „Wir fragen, ob es formal möglich ist, ein Verfahren zu entwerfen, um ausgehend von einer Menge gegebener individueller Präferenzen zu einer strukturierten sozialen Entscheidung zu gelangen, wobei von dem betreffenden Verfahren gefordert wird, dass es bestimmte naheliegende Bedingungen (natural conditions) erfüllt.“ Ein solches Verfahren, individuelle Präferenzordnungen in gesellschaftliche Rangordnungen zu transformieren, bezeichnet man als Gesellschaftliche Wohlfahrtsfunktion nach Arrow. Diese weist jedem Vektor von (vollständigen und transitiven) Präferenzordnungen von Individuen – in einer Gesellschaft aus zwei Personen kann dieser beispielsweise aus den Elementen „Person 1 präferiert A vor B und B vor C“ und „Person 2 präferiert B vor C und C vor A“ bestehen – eine (wiederum vollständige und transitive) gesellschaftliche Rangordnung zu.
Das Arrow-Theorem besagt, dass keine solche gesellschaftliche Wohlfahrtsfunktion existieren kann, die gleichzeitig alle folgenden Eigenschaften erfüllt:
- U (universality / Universalität): Die Wohlfahrtsfunktion ist für alle erdenklichen individuellen (vollständigen und transitiven) Präferenzordnungen geeignet.
- I (independence / Unabhängigkeit): Für das gesellschaftliche Ranking von zwei Alternativen A und B sind ausschließlich die Präferenzen der Individuen bezüglich dieser beiden Alternativen relevant. (Anders ausgedrückt: Will man wissen, wie die Gesellschaft zwei Alternativen A und B bewertet, ist es nicht nötig, die kompletten Präferenzordnungen der Individuen zu betrachten, sondern es genügt, von jedem zu erfragen, wie er A und B bewertet.)
- M (monotonicity / Monotonität): Wenn die Wohlfahrtsfunktion der Alternative A gesellschaftlich den Vorzug vor B gibt, dann darf sich diese Rangordnung nicht dadurch verändern, dass einige Individuen ihre Präferenzordnungen so modifizieren, dass sie nunmehr A noch besser als bislang bewerten, während gleichzeitig niemand A schlechter als bisher bewertet.
- N (non-imposition, auch citizen sovereignty): Jede gesellschaftliche Rangordnung ist durch mindestens eine Menge von individuellen Rangordnungen erreichbar.
- D (non-dictatorship / Nicht-Diktatur): Es gibt keinen Diktator, dessen individuelle Präferenzordnung zugleich die gesellschaftliche Rangordnung darstellt.

Liegen mindestens zwei Individuen und mindestens drei Entscheidungsvarianten vor, so existiert kein Mechanismus, der aus den individuellen Entscheidungen eine kollektive Entscheidung ableiten könnte, die allen fünf Axiomen genügt. Anders formuliert: Es verstößt jeder Mechanismus, der aus den individuellen Entscheidungen eine kollektive Entscheidung ableitet und vier der Axiome erfüllt, gegen das verbleibende Axiom. Für einen entsprechenden kollektiven Entscheidungsmechanismus muss also eine der Bedingungen verändert oder fallengelassen werden.
Die Bedingungen M und N können durch eine einzige Bedingung P ersetzt werden, ohne die Gültigkeit des Theorems einzuschränken:
- P (schwaches Pareto-Prinzip): Wenn jede Person in ihrer Präferenzordnung die Alternative A strikt B vorzieht, so gilt dies auch auf gesellschaftlicher Ebene.

## Formale Darstellung
Sei {\displaystyle X=\{x_{1},\ldots ,x_{n}\}} die Menge aller möglichen gesellschaftlichen Allokationen, dann ist das kartesische Produkt {\displaystyle X\times X} die Menge aller geordneten Tupel {\displaystyle (x_{j},x_{k})}, {\displaystyle 1\leq j,k\leq n}. {\displaystyle R} sei eine binäre Relation auf {\displaystyle X}, und es wird vereinbart, dass {\displaystyle (x_{j},x_{k})\in R} alternativ {\displaystyle x_{j}Rx_{k}} geschrieben werden kann. Voraussetzung an {\displaystyle R} ist dabei, dass die Relation
1. vollständig ist, das heißt, dass {\displaystyle \forall x_{j},x_{k}\in X:x_{j}Rx_{k}} oder {\displaystyle x_{k}Rx_{j}} (oder beides),
2. und dass sie transitiv ist, also für alle {\displaystyle x_{j},x_{k},x_{l}\in X} gilt, dass {\displaystyle x_{j}Rx_{k}\wedge x_{k}Rx_{l}\implies x_{j}Rx_{l}}.

In der resultierenden Ordnung interpretiert man {\displaystyle R} in der Schreibweise {\displaystyle x_{j}Rx_{k}} nun salopp als „ist besser als oder gleich gut wie“ (Präferenz-Indifferenz-Relation). Zugleich induziere {\displaystyle R} die Relationen {\displaystyle P} („ist strikt besser als“; Präferenz-Relation), wobei {\displaystyle x_{j}Px_{k}} genau dann, wenn {\displaystyle x_{j}Rx_{k}}, aber nicht {\displaystyle x_{k}Rx_{j}}, sowie {\displaystyle I} („ist gleich gut wie“; Indifferenzrelation), wobei {\displaystyle x_{j}Ix_{k}} genau dann, wenn {\displaystyle x_{j}Rx_{k}} und zugleich {\displaystyle x_{k}Rx_{j}}.
Sei {\displaystyle R_{i}}, {\displaystyle 1\leq i\leq m} eine individuelle Präferenzordnung einer Person {\displaystyle i} aus einer Gesellschaft von {\displaystyle m} Mitgliedern ({\displaystyle P_{i}} und {\displaystyle I_{i}} analog definiert). Sei weiter {\displaystyle {\mathcal {R}}} die Menge aller möglichen gesellschaftlichen Rangordnungen und {\displaystyle {\mathcal {R}}^{m}} die Menge aller möglichen individuellen Präferenzordnungen. Dann ist {\displaystyle \varphi :{\mathcal {R}}^{m}\rightarrow {\mathcal {R}}} eine gesellschaftliche Wohlfahrtsfunktion.
Theorem von Arrow (1951, 1963): Sei {\displaystyle m} endlich und {\displaystyle |X|\geq 3}. Dann existiert keine Funktion {\displaystyle \varphi }, die gleichzeitig die Eigenschaften i) U, I, M, N und D oder ii) U, I, P und D erfüllt.
Formaler Nachtrag zu den oben postulierten Eigenschaften:
- I: Seien {\displaystyle x_{j},x_{k}\in X} Alternativen. Wenn nun für alle {\displaystyle i} gilt, dass sich in keiner individuellen Präferenzordnung {\displaystyle R_{i}} das relative Ranking von {\displaystyle x_{j}} und {\displaystyle x_{k}} nach einer Abwandlung von {\displaystyle (R_{1},\ldots ,R_{m})} in {\displaystyle \left(R_{1}',\ldots ,R_{m}'\right)} ändert, dann ändert sich das Ranking bezüglich {\displaystyle x_{j}} und {\displaystyle x_{k}} auch nicht beim Übergang von {\displaystyle \varphi (R_{1},\ldots ,R_{m})} zur neuen gesellschaftlichen Wohlfahrtsordnung {\displaystyle \varphi \left(R_{1}',\ldots ,R_{m}'\right)}.
- M: Für alle Tupel {\displaystyle (R_{1},\ldots ,R_{m})} und {\displaystyle \left(R_{1}',\ldots ,R_{m}'\right)} gilt für eine gegebene Alternative {\displaystyle x_{j}\in X}: Wenn für alle {\displaystyle i} und für alle {\displaystyle x_{k}\in X} gilt, dass zum einen {\displaystyle x_{j}I_{i}x_{k}\implies x_{j}R_{i}'x_{k}} und zum anderen {\displaystyle x_{j}P_{i}x_{k}\implies x_{j}P_{i}'x_{k}} sowie {\displaystyle \forall x_{j}',x_{k}'\in X\setminus \{x_{j}\}:x_{j}'R_{i}x_{k}'\Leftrightarrow x_{j}'R_{i}'x_{k}'}, dann {\displaystyle x_{j}Px_{k}\implies x_{j}P'x_{k}}.
- N: Es gibt keine zwei Alternativen {\displaystyle x_{j},x_{k}\in X}, {\displaystyle x_{j}\neq x_{k}}, sodass für beliebige Präferenztupel {\displaystyle (R_{1},\ldots ,R_{m}):x_{j}Rx_{k}}.
- P: Seien {\displaystyle x_{j},x_{k}\in X}, {\displaystyle x_{j}\neq x_{k}} Alternativen: {\displaystyle (\forall i:x_{j}P_{i}x_{k})\implies x_{j}Px_{k}}.[4]
- D: Es gibt kein Individuum {\displaystyle i}, sodass für alle {\displaystyle x_{j},x_{k}\in X}, {\displaystyle x_{j}\neq x_{k}} gilt, dass {\displaystyle x_{j}P_{i}x_{k}\implies x_{j}Px_{k}}, ungeachtet der Präferenzordnungen der anderen Individuen außer {\displaystyle i}.

## Beweis
Im Folgenden soll ein illustrativer Beweis des Theorems skizziert werden, der demjenigen von Geanakoplos (1996, 2005) und dessen Darstellung in Jehle/Reny (2011) folgt. Die Strategie ist dabei in der Grundidee identisch zu der im originalen Beweis von Arrow (1951): Es wird gezeigt, dass unter den Voraussetzungen des Theorems die Annahme von U, I und P unmittelbar dazu führt, dass die Wohlfahrtsfunktion gegen die Nicht-Diktatur-Annahme D verstößt. Folglich kann es keine Wohlfahrtsfunktion geben, die alle vier Bedingungen erfüllt.
Man geht zunächst von einer Alternative {\displaystyle x_{b}} aus, die von allen {\displaystyle m} Personen strikt am wenigsten präferiert wird, d. h. {\displaystyle \forall i:\forall x_{j}\neq x_{b}:x_{j}P_{i}x_{b}}. Aus P folgt, dass damit auch {\displaystyle \forall x_{j}\neq x_{b}:x_{j}Px_{b}}. Dies ist in der nachfolgenden Tabelle anhand der beschriebenen Gesellschaft aus {\displaystyle m} Mitgliedern illustriert (man beachte, dass die dargestellten Präferenzordnungen auch schwach sein können):
(Tabelle 1:)
|                         | {\displaystyle R_{1}}   | {\displaystyle R_{2}}   | {\displaystyle \cdots } | {\displaystyle R_{n^{*}}} | {\displaystyle R_{n^{*}+1}} | {\displaystyle \cdots } | {\displaystyle R_{m}}     |
| ----------------------- | ----------------------- | ----------------------- | ----------------------- | ------------------------- | --------------------------- | ----------------------- | ------------------------- |
| 1. Präferenz            | {\displaystyle x_{j}}   | {\displaystyle x_{j}'}  | {\displaystyle \cdots } | {\displaystyle x_{j}''}   | {\displaystyle x_{j}'''}    | {\displaystyle \cdots } | {\displaystyle x_{j}''''} |
| {\displaystyle \vdots } | {\displaystyle x_{k}}   | {\displaystyle x_{k}'}  | {\displaystyle \cdots } | {\displaystyle x_{k}''}   | {\displaystyle x_{k}'''}    | {\displaystyle \cdots } | {\displaystyle x_{k}''''} |
| {\displaystyle \vdots } | {\displaystyle \vdots } | {\displaystyle \vdots } |                         | {\displaystyle \vdots }   | {\displaystyle \vdots }     |                         | {\displaystyle \vdots }   |
| n-te Präferenz          | {\displaystyle x_{b}}   | {\displaystyle x_{b}}   | {\displaystyle \cdots } | {\displaystyle x_{b}}     | {\displaystyle x_{b}}       | {\displaystyle \cdots } | {\displaystyle x_{b}}     |
Daraufhin lässt man nacheinander Person {\displaystyle 1} bis {\displaystyle m} das Ranking von {\displaystyle x_{b}} derart ändern, dass {\displaystyle x_{b}} für den Einzelnen nunmehr strikt vor allen anderen Alternativen präferiert wird (das heißt an die erste Position der Präferenzordnung gestellt wird). Dann gibt es einen Abstimmenden {\displaystyle n^{*}}, dessen Präferenzänderung als erstes dazu führt, dass sich auch das gesellschaftliche Ranking von {\displaystyle x_{b}} verbessert; auf welcher Position dieser Abstimmende ist, ist vom konkreten Wahlverfahren abhängig, spätestens aber muss wegen P gelten, dass die gesellschaftliche Rangordnung bei {\displaystyle n^{*}=m} umschlägt. Nachfolgend auch hierfür eine Illustration:
(Tabelle 2:)
|                         | {\displaystyle R_{1}}   | {\displaystyle R_{2}}   | {\displaystyle \cdots } | {\displaystyle R_{n^{*}}} | {\displaystyle R_{n^{*}+1}} | {\displaystyle \cdots } | {\displaystyle R_{m}}     |
| ----------------------- | ----------------------- | ----------------------- | ----------------------- | ------------------------- | --------------------------- | ----------------------- | ------------------------- |
| 1. Präferenz            | {\displaystyle x_{b}}   | {\displaystyle x_{b}}   | {\displaystyle \cdots } | {\displaystyle x_{b}}     | {\displaystyle x_{j}'''}    | {\displaystyle \cdots } | {\displaystyle x_{j}''''} |
| {\displaystyle \vdots } | {\displaystyle x_{j}}   | {\displaystyle x_{j}'}  | {\displaystyle \cdots } | {\displaystyle x_{j}''}   | {\displaystyle x_{k}'''}    | {\displaystyle \cdots } | {\displaystyle x_{k}''''} |
| {\displaystyle \vdots } | {\displaystyle \vdots } | {\displaystyle \vdots } |                         | {\displaystyle \vdots }   | {\displaystyle \vdots }     |                         | {\displaystyle \vdots }   |
| n-te Präferenz          | {\displaystyle x_{w}}   | {\displaystyle x_{w}'}  | {\displaystyle \cdots } | {\displaystyle x_{w}''}   | {\displaystyle x_{b}}       | {\displaystyle \cdots } | {\displaystyle x_{b}}     |
Man zeigt nun, dass bei Person {\displaystyle n^{*}} sich das gesellschaftliche Ranking von {\displaystyle x_{b}} nicht nur verbessert, sondern {\displaystyle x_{b}} sogar notwendigerweise an die Spitze der Wohlfahrtsordnung tritt.
(Widerspruchsbeweis:) Unterstelle, dass bei Person {\displaystyle n^{*}} gilt: {\displaystyle x_{b}R\beta }, aber zugleich {\displaystyle \alpha Rx_{b}} für gewisses {\displaystyle \alpha ,\beta \neq x_{b}}, {\displaystyle \alpha ,\beta \in X} – es gebe also noch (mindestens) eine Alternative {\displaystyle \alpha }, die zumindest schwach besser als {\displaystyle x_{b}} ist. Dann kann man jede individuelle Präferenzordnung dahingehend modifizieren, dass nunmehr {\displaystyle \forall i:\beta P_{i}\alpha }. Dies lässt die Position von {\displaystyle x_{b}} unverändert, denn es steht in jeder individuellen Präferenzordnung ja entweder an erster Stelle oder an letzter. Dies liefert jedoch einen Widerspruch, denn einerseits [1]:
{\displaystyle (\forall i:\beta P_{i}\alpha )\implies \beta P\alpha } (wegen P),
aber andererseits [2] hat sich das Ranking von {\displaystyle x_{b}} bezüglich {\displaystyle \beta } und {\displaystyle x_{b}} bezüglich {\displaystyle \alpha } bei keiner Person verändert, weshalb gemäß I auch das gesellschaftliche Ranking von {\displaystyle x_{b}} bezüglich {\displaystyle \beta } und {\displaystyle x_{b}} bezüglich {\displaystyle \alpha } unverändert geblieben sein muss. Daraus folgt, dass weiterhin {\displaystyle x_{b}R\beta } und {\displaystyle \alpha Rx_{b}}, was wegen der Transitivitätseigenschaft auch {\displaystyle \alpha R\beta } impliziert – im Widerspruch zu [1].
Man bezeichne zwei weitere Alternativen aus den Präferenzordnungen {\displaystyle \gamma } und {\displaystyle \delta }, {\displaystyle \gamma \neq \delta }, {\displaystyle \gamma \neq x_{b}}, {\displaystyle \delta \neq x_{b}}, wobei entsprechend wieder {\displaystyle \gamma ,\delta \in X}. Es gelte nun für Person {\displaystyle n^{*}}, dass {\displaystyle \gamma P_{n^{*}}x_{b}P_{n^{*}}\delta }, das heißt, dass sich nun {\displaystyle \gamma } in der Präferenzordnung von {\displaystyle n^{*}} vor {\displaystyle x_{b}} an die erste Stelle schiebt. Die Präferenzordnungen der anderen Personen können hinsichtlich {\displaystyle \gamma } und {\displaystyle \delta } beliebig umgestellt werden, solange die Position von {\displaystyle x_{b}} unverändert gelassen wird. Unterscheide zur Vereinfachung nun folgende, teilweise schon oben skizzierte Profile:
- Profil 1 (Vorstufe zu Tabelle 2): Alle Personen bis (aber ohne) Person {\displaystyle n^{*}} präferieren {\displaystyle x_{b}} vor allen anderen Alternativen; für alle anderen (inklusive {\displaystyle n^{*}}) ist {\displaystyle x_{b}} die schlechteste Alternative.
- Profil 2 (siehe Tabelle 2): Alle Personen bis (einschließlich) Person {\displaystyle n^{*}} präferieren {\displaystyle x_{b}} vor allen anderen Alternativen; für alle anderen ist {\displaystyle x_{b}} die schlechteste Alternative.
- Profil 3 (siehe Tabelle 3): Alle Personen bis zu (aber ohne) Person {\displaystyle n^{*}} präferieren {\displaystyle x_{b}} vor allen anderen Alternativen; Person {\displaystyle n^{*}} präferiert {\displaystyle \gamma } strikt vor {\displaystyle x_{b}} und {\displaystyle x_{b}} strikt vor {\displaystyle \delta }; für die Personen nach {\displaystyle n^{*}} ist {\displaystyle x_{b}} weiterhin die schlechteste Alternative. Jede Person {\displaystyle n\neq n^{*}} kann ihr Ranking von {\displaystyle \gamma } und {\displaystyle \delta } beliebig wählen, solange nur die extremen Präferenzen für {\displaystyle x_{b}} (ganz unten oder ganz oben) unverändert gelassen werden.

Im Folgenden sei auch das dritte Profil grafisch visualisiert:
(Tabelle 3:)
|                         | {\displaystyle R_{1}}   | {\displaystyle R_{2}}   | {\displaystyle \cdots } | {\displaystyle R_{n^{*}}} | {\displaystyle R_{n^{*}+1}} | {\displaystyle \cdots } | {\displaystyle R_{m}}     |
| ----------------------- | ----------------------- | ----------------------- | ----------------------- | ------------------------- | --------------------------- | ----------------------- | ------------------------- |
| 1. Präferenz            | {\displaystyle x_{b}}   | {\displaystyle x_{b}}   | {\displaystyle \cdots } | {\displaystyle \gamma }   | {\displaystyle x_{j}'''}    | {\displaystyle \cdots } | {\displaystyle x_{j}''''} |
| {\displaystyle \vdots } | {\displaystyle x_{j}}   | {\displaystyle x_{j}'}  | {\displaystyle \cdots } | {\displaystyle x_{b}}     | {\displaystyle x_{k}'''}    | {\displaystyle \cdots } | {\displaystyle x_{k}''''} |
| {\displaystyle \vdots } | {\displaystyle \vdots } | {\displaystyle \vdots } | {\displaystyle \cdots } | {\displaystyle \vdots }   | {\displaystyle \vdots }     | {\displaystyle \cdots } | {\displaystyle \vdots }   |
| {\displaystyle \vdots } | {\displaystyle \vdots } | {\displaystyle \vdots } | {\displaystyle \cdots } | {\displaystyle \delta }   | {\displaystyle \vdots }     | {\displaystyle \cdots } | {\displaystyle \vdots }   |
| {\displaystyle \vdots } | {\displaystyle \vdots } | {\displaystyle \vdots } | {\displaystyle \cdots } | {\displaystyle \vdots }   | {\displaystyle \vdots }     | {\displaystyle \cdots } | {\displaystyle \vdots }   |
| n-te Präferenz          | {\displaystyle x_{w}}   | {\displaystyle x_{w}'}  | {\displaystyle \cdots } | {\displaystyle x_{w}''}   | {\displaystyle x_{b}}       | {\displaystyle \cdots } | {\displaystyle x_{b}}     |
Man beachte nun, dass sich Profil 2 und 3 hinsichtlich des relativen Rankings von {\displaystyle \delta } und {\displaystyle x_{b}} nicht unterscheiden: Bis einschließlich {\displaystyle n^{*}} präferiert jeder {\displaystyle x_{b}}, alle anderen präferieren {\displaystyle \delta }. Da die Wohlfahrtsordnung aber gerade schon mit Person {\displaystyle n^{*}} umschlägt, folgt sowohl für Profil 2 als auch (wegen I) für Profil 3, dass {\displaystyle x_{b}P\delta }. Gleichzeitig unterscheiden sich Profil 1 und 3 nicht hinsichtlich des relativen Rankings von {\displaystyle \gamma } und {\displaystyle x_{b}}: Bis (aber ohne) {\displaystyle n^{*}} präferiert jeder {\displaystyle x_{b}}, alle anderen (einschließlich {\displaystyle n^{*}}) präferieren {\displaystyle \gamma }. Da die Wohlfahrtsordnung erst mit Person {\displaystyle n^{*}} umschlägt, folgt sowohl für Profil 1 als auch (wegen I) für Profil 3, dass {\displaystyle \gamma Px_{b}}.
Damit gilt zusammengefasst {\displaystyle \gamma Px_{b}\wedge x_{b}P\delta \implies \gamma P\delta } (gem. Transitivitätseigenschaft). Nun wurde aber gezeigt, dass ungeachtet des Rankings aller anderen Personen das Ranking von Person {\displaystyle n^{*}} darüber entscheidet, wie auf gesellschaftlicher Ebene {\displaystyle \gamma } und {\displaystyle \delta } bewertet werden (man könnte {\displaystyle \gamma } und {\displaystyle \delta } ja auch austauschen), dass also mithin {\displaystyle \gamma P_{n^{*}}\delta \implies \gamma P\delta } – im Widerspruch zu D.

## Beispiele
Anhand zweier Wahlverfahren sollen im Folgenden anhand verschiedener Definitionen der Wohlfahrtsfunktion Beispiele für die Anwendung des Arrow-Theorems gegeben werden.
- Relative Mehrheitswahl: Gewählt ist diejenige Alternative, die von allen zur Abstimmung gestellten Alternativen die meisten Stimmen erhält, wobei jede der {\displaystyle m} Personen jeweils eine Stimme für ihre Präferenz abgibt.

Man nehme an, dass fünf Personen (1, 2, 3, 4 und 5) über vier Alternativen (A, B, C, D) abstimmen. Die Situation kann beispielsweise wie nachfolgend beschrieben notiert werden, wobei hier zur Vereinfachung unterstellt wird, dass jeder zwischen den vier Alternativen strikte Präferenzen aufweist:
|              | 1 | 2 | 3 | 4 | 5 |
| ------------ | - | - | - | - | - |
| 1. Präferenz | B | B | A | D | C |
| 2. Präferenz | D | A | C | C | A |
| 3. Präferenz | A | D | D | A | D |
| 4. Präferenz | C | C | B | B | B |
Dabei handelt es sich um die Präferenzordnungen der fünf betrachteten Personen; rot unterlegt ist jeweils die Alternative, die der einzelne wählen wird. Daraus ist ersichtlich, dass B insgesamt gewählt werden wird, weil es eine Stimme mehr auf sich vereinen kann als die anderen drei Alternativen, die jeweils auf eine Stimme kommen. Das Wahlverfahren verstößt allerdings gegen die Indifferenzeigenschaft I, wie sofort ersichtlich wird, wenn man die Alternativen A und D aus dem Tableau nimmt; dann nämlich ändert sich – im Verstoß gegen die Bedingung – auch das relative Ranking zwischen B und C.
|              | 1 | 2 | 3 | 4 | 5 |
| ------------ | - | - | - | - | - |
| 1. Präferenz | B | B | C | C | C |
| 2. Präferenz | C | C | B | B | B |
Die Bedingung U ist hingegen erfüllt, da jedes auf einem Scoring-Protokoll basierende Wahlverfahren eine vollständige und transitive Wohlfahrtsordnung liefert. D ist offensichtlich ebenfalls erfüllt. Das Verfahren verstößt allerdings auch gegen das schwache Pareto-Prinzip P, wie folgendes Szenario (zur Vereinfachung mit nur drei Entscheidungsalternativen) zeigt:
|              | 1 | 2 | 3 | 4 | 5 |
| ------------ | - | - | - | - | - |
| 1. Präferenz | A | A | A | A | A |
| 2. Präferenz | B | B | B | B | B |
| 3. Präferenz | C | C | C | C | C |
Die Alternative B wird von allen fünf Personen strikt gegenüber C präferiert, erhält am Ende jedoch dieselbe Stimmenzahl (0) wie C.
- Condorcet-Methode: Jede Person legt ihre vollständige Präferenzordnung vor. Von zwei bewerteten Alternativen gilt diejenige als gesellschaftlich präferiert, die gegenüber der jeweils anderen von einer größeren Zahl an Individuen vorgezogen wird. Wir unterstellen folgende Präferenzstruktur:

|              | 1 | 2 | 3 |
| ------------ | - | - | - |
| 1. Präferenz | A | B | C |
| 2. Präferenz | B | C | A |
| 3. Präferenz | C | A | B |
Beim Vergleich von A und B zeigt sich, dass A gesellschaftlich B überlegen ist (wird von Person 1 und 3 bevorzugt). Zugleich ist B besser als C (wird von Person 1 und 2 bevorzugt). C ist wiederum besser als A (wird von Person 2 und 3 bevorzugt).
Erneut handelt es sich offensichtlich nicht um eine Diktatur, sodass D erfüllt ist. Aus dem Verfahren, das auf einem paarweisen Vergleich basiert, wird auch deutlich, dass I erfüllt ist. Dasselbe gilt für P. Wenn jeder eine Alternative A strikt gegenüber B vorzöge, dann stellt der paarweise Vergleich auch sicher, dass A ceteris paribus gewiss B vorgezogen wird. Allerdings verletzt die beschriebene Methode die Universalitätsannahme U. Im oben gewählten Beispiel ist bereits A besser als B, B besser als C, woraus nach der Transitivitätsvoraussetzung folgen müsste, dass A auch besser als C ist. Dies ist aber gerade nicht der Fall (Condorcet-Paradoxon). Damit ist die Relation intransitiv, was der Universalitätsannahme widerspricht.

## Erweiterungen und Beurteilung
Arrows „General Impossibility Theorem“ stellt ein grundsätzliches Problem für alle sozialwissenschaftlichen Theorien dar, die versuchen, Regeln für soziale Entscheidungen auf Basis individueller Präferenzen zu beschreiben. Praktisch stellt das Theorem die Möglichkeit einer eindeutigen Bestimmung eines „Gemeinwohls“ mit Hilfe abstrakter Regeln, zum Beispiel in Form von Abstimmungsregeln o. ä. in Frage. Das Problem trifft jedoch auch kollektivistisch argumentierende Theorien und Ideologien, insofern es darauf verweist, dass – unterstellte – Kollektivinteressen immer im Widerspruch zu anderen Interessen selbst der Mehrheit der Mitglieder des Kollektivs stehen können. Das Arrow-Theorem ist mit dem Gibbard-Satterthwaite-Theorem verwandt.
Das Arrow-Theorem basiert auf einem ordinalen Nutzenkonzept, wie dies in der neueren Ökonomik üblicherweise zugrunde gelegt wird. Dies führt nach Ansicht einiger Kritiker zu signifikanten praktischen Problemen; das ordinale Konzept unterscheidet nicht, ob zwei Alternativen nur marginal unterschiedlich sind oder ob zwischen ihnen erhebliche Unterschiede bestehen. Amartya Sen (1970) modifizierte Arrows Theorem, um es auch kardinalen Präferenzen zugänglich zu machen, und begründete mit dem resultierenden Framework das Paradox des Liberalismus mit veränderten Bedingungen.
Wilson (1972) generalisiert das Theorem, indem er vorschlägt, das schwache Pareto-Kriterium zugunsten einer schwachen Non-Imposition-Bedingung aufzugeben, deren Erfüllung bei gleichzeitiger Gültigkeit der anderen Bedingungen außer D impliziert, dass es entweder einen Diktator oder einen umgekehrten Diktator (inverse dictator) gibt.